# Кировск (Могильовска област)
Кировск (на беларуски: Кіраўск; на руски: Кировск) е град в Беларус, административен център на Кировски район, Могильовска област. Населението на града е 8646 души (по приблизителна оценка от 1 януари 2018 г.).

## История
За пръв път селището е споменато през 16 век.